# Tegostoma australis
Tegostoma australis là một loài bướm đêm trong họ Crambidae.